# Dean Huijsen
Dean Donny Huijsen Wijsmuller (em neerlandês: [ˈdiːn ˈɦœy.sə(n)]; Amesterdão, 14 de abril de 2005) é um futebolista neerlandês-espanhol que atua como zagueiro. Atualmente, joga pelo Real Madrid.

## Carreira
Huijsen imigrou para a Espanha quando tinha 5 anos de idade. Residindo em Marbelha, uma cidade no sul do país ibérico, começou a praticar futebol no Costa Unida CF logo após chegar na cidade e em 2015, foi para o Málaga, principal clube da região, ainda com 10 anos de idade.

### Juventus
Em 2021, Huijsen ingressou na Juventus. Ele foi captado para atuar na equipe sub-17 pelo olheiro Matteo Tognozzi, que se impressionou com o então adolescente que defendia o Málaga. Em sua primeira temporada, o defensor jogou pelo time Sub–17, marcando sete gols. Na temporada 2022–23, subiu para o Sub-19; de agosto a novembro de 2022, marcou seis gols em 14 partidas com os sub–19 em todas as competições. O zagueiro também participou de dois amistosos do time principal, contra Standard de Liège e Rijeka, em dezembro do mesmo ano.
No início de janeiro de 2023, Huijsen foi promovido ao Juventus Next Gen, o time reserva da Juventus. Posteriormente, fez sua estreia profissional no dia 8 de janeiro, começando como titular em uma derrota por 2–1 contra o Pordenone. Marcou seus primeiros gols profissionais em 15 de fevereiro, balançando as redes duas vezes na segunda partida da semifinal da Copa da Serie C Italiana contra o Foggia: o jogo terminou com uma vitória de 2–1 para seu time (3–3 no total) após 90 minutos, com a Juventus Next Gen vencendo a disputa nos pênaltis. Em 2 de abril, Huijsen também marcou seu primeiro gol na Serie C pela Juventus Next Gen, numa vitória por 3–1 contra o Feralpisalò, aproveitando o rebote após a finalização de Nikola Sekulov.
Em junho de 2023, Huijsen renovou seu contrato com a Juventus até 2027, tendo feito 40 jogos e marcado dez gols pela Juventus Sub–19 e Next Gen durante a temporada 2022–23. O zagueiro fez sua estreia na Serie A no dia 22 de outubro, saindo do banco aos 33 minutos do segundo tempo para substituir Federico Gatti na vitória por 1–0 fora de casa sobre o Milan. Em 7 de novembro, a Juventus anunciou que Huijsen, ao lado de seu companheiro de equipe Next Gen Kenan Yıldız, havia sido promovido ao time principal.

#### Empréstimo a Roma
Huijsen foi emprestado a Roma até o final da temporada 2023–24 em 6 de janeiro de 2024, após rejeitar o interesse da Frosinone. O jogador estreou pelos Giallorossi no dia seguinte, atuando em todo o segundo tempo em um empate em casa contra a Atalanta. No início de fevereiro, o técnico da Roma, Daniele De Rossi, o excluiu da lista da UEFA para a fase eliminatória da Liga Europa.
Huijsen marcou seu primeiro gol na Série A em 5 de fevereiro, selando a vitória da Roma por 4–0 contra o Cagliari. No dia 18 do mesmo mês, marcou o primeiro gol de uma partida fora de casa contra o Frosinone após carregar a bola da defesa, ultrapassar alguns adversários e finalizar de fora da área. Huijsen foi vaiado pelos torcedores adversários e comemorou de forma provocativa, tanto que levou cartão amarelo e foi substituído por De Rossi no intervalo.

### Bournemouth
Em 30 de julho de 2024, Huijsen foi contratado pelo Bournemouth, clube da Premier League, com contrato de seis anos, por um valor inicial de € 15,2 milhões, que poderia aumentar para € 18,2 milhões. Realizou sua estreia pelos Cherries no dia 21 de agosto, em um empate por 1–1 contra o Nottingham Forest; na ocasião, venceu nove duelos aéreos. Marcou seu primeiro gol pelo clube no dia 5 de dezembro, de cabeça, numa vitória por 1–0 em casa sobre o Tottenham. Com o tento marcado, tornou-se o mais jovem da história do clube a balançar as redes na Premier League.
No dia 19 de junho de 2025, foi anunciado que Huijsen era um dos seis indicados ao prêmio de Jogador Jovem do Ano da PFA por suas atuações na temporada com o Bournemouth, concorrendo contra Liam Delap, Myles Lewis-Skelly, Milos Kerkez, Ethan Nwaneri e Morgan Rogers.

### Real Madrid
Em 17 de maio de 2025, o Real Madrid, clube da La Liga, anunciou a contratação de Huijsen, com o jogador se juntando aos Los Blancos em 1 de junho de 2025 com um contrato até julho de 2030. O acordo foi avaliado em £ 50 milhões (€ 59,5 milhões), pagando sua cláusula de rescisão. No dia 10 de junho, após assinar, Huijsen recebeu uma réplica do Estádio Santiago Bernabéu, um relógio e uma camisa com seu nome e o número 24 nas costas. Realizou sua estreia pelo clube no dia 18 de junho, em uma partida da fase de grupos do Mundial de Clubes FIFA contra o Al-Hilal, que resultou num empate por 1–1. Foi bastante elogiado e tratado como um dos melhores em campo da equipe do Real Madrid na estreia de Xabi Alonso. No jornal Marca, o atleta recebeu uma nota sete e ficou atrás apenas de Gonzalo García, que foi o autor do único gol do clube espanhol.

## Seleção Nacional

### Seleção Neerlandesa
Dean Huijsen representou os Países Baixos em vários níveis internacionais juvenis, tendo jogado pelas Seleções nacionais Sub–17 e Sub–18.
Em maio de 2022, Huijsen foi incluído na Seleção Neerlandesa Sub-17 que participou da Eurocopa realizada em Israel, onde marcou dois pênaltis nas partidas da fase de grupos contra a França e a Polônia, já que a Oranje acabou terminando como vice-campeã após perder para a própria França na final.

### Seleção Espanhola
Em 15 de março de 2024, Huijsen foi convocado pela Seleção Espanhola Sub-21 para atuar na partida do Grupo B das eliminatórias da Eurocopa de 2025 contra a Bélgica, onze dias depois.
No dia 17 de março de 2025, foi convocado pela Seleção Espanhola para as quartas de final da Liga das Nações da UEFA contra os Países Baixos. O defensor estava cobrindo a ausência de Iñigo Martínez devido a lesão e estreou aos 41 minutos, substituindo Pau Cubarsí. Na partida que terminou empatada em 2–2, Huijsen foi um dos melhores jogadores da Espanha e recebeu uma recepção hostil dos torcedores no Estádio De Kuip por trocar de país para jogar pela Espanha. Após a partida, o jogador afirmou que sua estreia foi "um sonho". Huijsen começou a segunda etapa e foi elogiado por uma assistência na prorrogação para Lamine Yamal.

## Estilo de jogo
Zagueiro de grande porte físico e 1,95 m de altura, Huijsen é destro de origem, mas possui facilidade para sair jogando com o pé esquerdo. O defensor também costuma marcar gols e possui um bom aproveitamento cobrando pênaltis.

## Vida pessoal
Dean Huijsen nasceu em Amesterdão, filho de Mascha Wijsmuller e Donny Huijsen. Donny jogou pelo Jong Ajax e fez carreira profissional na Eredivisie e na Eerste Divisie.
Sua família se mudou para Marbelha, Andaluzia, Espanha, quando Huijsen tinha apenas cinco anos; anos depois, em fevereiro de 2024, o jogador tornou-se cidadão espanhol. Poliglota, consegue falar quatro idiomas: neerlandês, espanhol, italiano e inglês. É fã do também zagueiro Sergio Ramos.